# Swiss Academy of Ophthalmology
Die Swiss Academy of Ophthalmology (SAoO) ist eine zentrale Schweizer Fortbildungseinrichtung für Augenärzte und angeschlossene Berufe mit Sitz in Heerbrugg. Die Gründung erfolgte am 16. August 2016.
Ziel ist eine praxisrelevante und interaktive Wissensvermittlung, die Qualitätssicherung der augenärztlichen Versorgung und die Stärkung der wissenschaftlichen Forschung in der Schweiz. Getragen wird sie von einer Stiftung, der Swiss Academy of Ophthalmology Foundation. Präsident der Stiftung ist der Augenarzt Dietmar Thumm, Präsident der Programmkommission ist der St. Galler Augenarzt Daniel Mojon. Die Akademie will jährlich tagen; der erste Kongress fand vom 8. bis zum 10. März 2017 in Luzern statt. Im Mittelpunkt standen dabei neue Therapien bei Netzhauterkrankungen, Glaukom und Katarakt sowie aktuelle Entwicklungen in der Operation von Fehlsichtigkeiten (refraktive Chirurgie).
Alljährlich wird auf dem Kongress der SAoO ein Innovationspreis verliehen. Im Jahr 2018 ging er an den belgischen Augenarzt Marc Gobin, der ein erstes Konzept für die von Daniel Mojon entwickelte Minimalinvasive Strabismuschirurgie (MISS) erarbeitet hatte. Im Jahr 2019 wurden die amerikanischen Kinderophthalmologen Ken Nishal und David Granet mit dem Innovationspreis geehrt.
Daneben existiert ein Förderverein, ebenfalls mit Sitz in Heerbrugg.